# Laver Cup 2018
Pour un article plus général, voir Laver Cup.
Navigation
Édition précédente Édition suivante
La Laver Cup 2018 est la deuxième édition de la Laver Cup, compétition de tennis masculine qui oppose deux équipes de 6 joueurs, la première venant d'Europe et la seconde du reste du monde. Elle se déroule du 21 au 23 septembre 2018, au United Center de Chicago.
Team Europe a défendu son titre avec succès, remportant le tournoi 13 à 8. 93 584 personnes ont assisté aux trois jours.

## Faits marquants
Juan Martín del Potro déclare forfait juste avant le début du tournoi. Il est remplacé par Frances Tiafoe,.
L'Europe remporte pour la seconde fois la Laver Cup.
En revanche, les membres de l'équipe perdante ont gagné 125 000 dollars chacun.

## Participants
| Équipe Europe capitaine : Björn Borg | Équipe Europe capitaine : Björn Borg | Équipe Monde capitaine : John McEnroe | Équipe Monde capitaine : John McEnroe |
| Joueur                               | Rang                                 | Joueur                                | Rang                                  |
| Roger Federer                        | no 2                                 | Kevin Anderson                        | no 9                                  |
| Alexander Zverev                     | no 5                                 | John Isner                            | no 10                                 |
| Grigor Dimitrov                      | no 7                                 | Diego Schwartzman                     | no 14                                 |
| Novak Djokovic                       | no 3                                 | Jack Sock                             | no 17                                 |
| David Goffin                         | no 11                                | Nick Kyrgios                          | no 27                                 |
| Kyle Edmund                          | no 16                                | Frances Tiafoe                        | no 40                                 |

## Résultats
| Date              | Discipline | Europe                         | Score              | Monde                    | Points |
| ----------------- | ---------- | ------------------------------ | ------------------ | ------------------------ | ------ |
| 21 septembre 2018 | simple     | Grigor Dimitrov                | 6-1, 6-4           | Frances Tiafoe           | 1-0    |
| 21 septembre 2018 | simple     | Kyle Edmund                    | 6-4, 5-7, [10-6]   | Jack Sock                | 2-0    |
| 21 septembre 2018 | simple     | David Goffin                   | 6-4, 4-6, [11-9]   | Diego Schwartzman        | 3-0    |
| 21 septembre 2018 | double     | Novak Djokovic Roger Federer   | 7-65, 3-6, [6-10]  | Kevin Anderson Jack Sock | 3-1    |
| 22 septembre 2018 | simple     | Alexander Zverev               | 3-6, 7-66, [10-7]  | John Isner               | 5-1    |
| 22 septembre 2018 | simple     | Roger Federer                  | 6-3, 6-2           | Nick Kyrgios             | 7-1    |
| 22 septembre 2018 | simple     | Novak Djokovic                 | 65-7, 7-5, [6-10]  | Kevin Anderson           | 7-3    |
| 22 septembre 2018 | double     | Grigor Dimitrov David Goffin   | 3-6, 4-6           | Jack Sock Nick Kyrgios   | 7-5    |
| 23 septembre 2018 | double     | Roger Federer Alexander Zverev | 6-4, 62-7, [9-11]  | John Isner Jack Sock     | 7-8    |
| 23 septembre 2018 | simple     | Roger Federer                  | 65-7, 7-66, [10-7] | John Isner               | 10-8   |
| 23 septembre 2018 | simple     | Alexander Zverev               | 63-7, 7-5, [10-7]  | Kevin Anderson           | 13-8   |
| 23 septembre 2018 | simple     | Novak Djokovic                 | N/A                | Nick Kyrgios             | N/A    |